# Rościsławice
Rościsławice (deutsch Riemberg) ist ein Dorf in der Stadt- und Landgemeinde Oborniki Śląskie (Obernigk) im Powiat Trzebnicki (Kreis Trebnitz) in der Woiwodschaft Niederschlesien in Polen.

## Geschichte
Der Ort wurde 1343 als „Rimbergk“ erwähnt. Die Pfarrkirche erscheint erstmals 1353 mit zwei Pfarrhuben. Seit 1550 war das Gut Kämmereiort von Breslau. Eine neue evangelische Kirche entstand von 1575 bis 1579. 1845 zählte das Dorf 113 Häuser, ein herrschaftliches Schloss und Vorwerk, eine evangelische Pfarrkirche, eingepfarrt außer Riemberg waren: Althof, Pathendorf und Thannwald, eine evangelische Schule mit einem Lehrer, eine Ziegelei des Dominiums, eine Brauerei, eine Brennerei, zwei Wassermühlen, zwei Windmühlen. Zur Gemeinde gehörten außerdem:
1. der Weiler Jäckel, 1301 als „Jeykindorf“ erwähnt, mit 20 Häusern, einem herrschaftlichen Vorwerk, 125 Einwohner (zwölf katholisch und der Rest evangelisch).
2. der Weiler Hauffen mit vierzehn Häusern und 88 Einwohnern (davon 16 katholisch)
3. der Weiler Voigtswalde, 1301 als „Woycesdorf“ erwähnt, mit fünf Häusern, 60 Einwohnern (zwei katholisch und der Rest evangelisch), ein herrschaftliches Vorwerk.
4. die Anlage Wartenberg, ein Kaffeehaus auf einer Anhöhe mit Aussichtspunkt.

Riemberg gehörte bis 1945 zum Landkreis Wohlau. 1874 erfolgte die Gründung des Amtsbezirkes Riemberg, aus den Landgemeinden Althof, Reichwald, Riemberg und Tannwald. Als Folge des Zweiten Weltkriegs fiel Riemberg 1945 mit dem größten Teil Schlesiens an Polen. Nachfolgend wurde es in Rościsławice umbenannt. Die deutsche Bevölkerung wurde – soweit sie nicht schon vorher geflohen war – vertrieben. Die neu angesiedelten Bewohner stammten teilweise aus Ostpolen, das an die Sowjetunion gefallen war. Von 1975 bis 1998 gehörte Rościsławice zur Woiwodschaft Breslau.

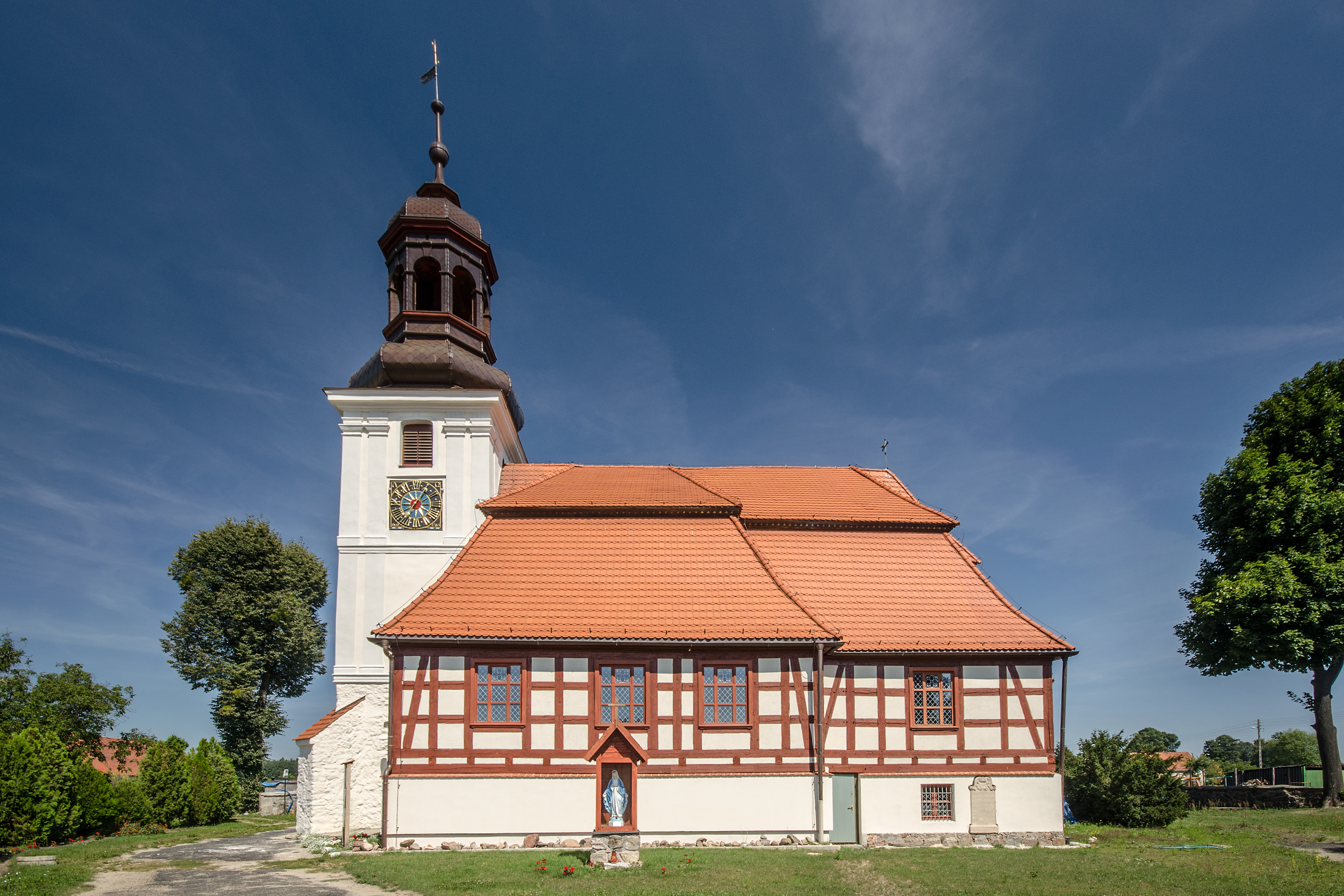
Kreuzerhöhungskirche

## Sehenswürdigkeiten
- Kreuzerhöhungskirche, vor 1945 evangelische Pfarrkirche
- Schloss Riemberg